# Квай-Гон Джинн
Квай-Гон Джинн (англ. Qui-Gon Jinn; годы жизни 92—32 ДБЯ) — персонаж «Звёздных войн», джедай, один из лучших воинов своего времени. Был падаваном графа Дуку (когда Дуку ещё не перешёл на Тёмную сторону Силы). Принял в ученики Оби-Вана Кеноби. Нашёл и представил Совету Ордена Энакина Скайуокера. Взгляды Квай-Гона были неортодоксальны, из-за чего ему, несмотря на большое уважение, было отказано во вхождении в Совет Ордена. В отличие от других джедаев, Квай-Гон не уделял много времени медитации, руководствуясь философией «живой Силы»: «Чувствуй, не размышляй, используй свои инстинкты».

## Биография
Родился за столетие до битвы при Явине. Был отправлен в Храм джедаев на Корусанте ещё младенцем для дальнейшего обучения. В десять лет, на испытаниях во время перехода юнлингов в падаваны, великолепно проявил свои навыки и стал учеником Дуку, ещё бывшего тогда джедаем. Когда Квай-Гон стал рыцарем-джедаем, Совет предложил ему взять себе падавана, но он отказался, считая себя не готовым к этому. Спустя несколько лет на планете Телос IV он обнаружил ребёнка с невероятно мощной связью с Силой. Его звали Ксанатос. Квай-Гон привёз Ксанатоса на Корусант, несмотря на то что мальчик был старше возраста, в котором детей брали для обучения в Храм джедаев. В конечном итоге Ксанатос соблазнился богатством и властью и покинул Орден джедаев. Только годы спустя после этого Квай-Гон смог взять нового ученика, Оби-Вана.

## Характер
Иногда Квай-Гон Джинн не подчиняется или не до конца подчиняется приказам Совета джедаев, действует по своему усмотрению. Хотя многие называют его безрассудным человеком, он всего лишь следует своим инстинктам и доверяет судьбе. Тем не менее, Квай-Гон предстаёт весьма мудрым джедаем, провидцем. Он в своём развитии сумел обрести путь из иного мира после смерти.
Квай-Гон Джинн очень восприимчив к голосу Силы и великолепно находит общий язык с любыми формами жизни. Он высоко ценит жизнь сосредоточением на текущем моменте и считает, что это лучший способ взаимодействия с Силой. Хотя годы его юности уже миновали, Квай-Гон остаётся очень деятельным мастером-джедаем и одним из лучших воинов в Галактике.
В первом эпизоде киносаги Квай-Гон находит на планете Татуин Энакина Скайуокера. У мальчика обнаруживается невероятный потенциал ко взаимодействию с Силой в связи с нахождением в крови большого количества мидихлориан. Происхождение Энакина осталось загадкой. Мать мальчика не пожелала распространяться об этом, сказав, что «у мальчика не было отца». Некоторые исследователи видят в этом как мессианские, так и апокалиптические параллели (согласно средневековым представлениям, Антихрист, как и Иисус, будет рождён девственницей).

## Последний бой и наследие
На Татуине, во время короткой схватки с Дартом Молом, Квай-Гон смог опознать в нём адепта Тёмной стороны — ситха.
Немного позже он вместе со своим падаваном Оби-Ваном Кеноби принял бой в королевском дворце на планете Набу. Во время этой тяжёлой схватки Квай-Гон пропустил удар Мола, который пронзил его насквозь. Оби-Ван в самоубийственном порыве немедля отомстил за поражение учителя, который перед смертью заявил, что ученик отныне стал рыцарем-джедаем.
Также Квай-Гон, в нарушение правил Совета Джедаев, завещал Оби-Вану взять к себе падаваном Энакина Скайуокера (как в древнегреческом мифе Эсон отдал Ясона на обучение кентавру Хирону).
Был кремирован по джедайскому обычаю. Благодаря особенностям освоенных техник владения Силой Квай-Гон стал первым джедаем, сумевшим контактировать из мира мёртвых с миром живых после гибели телесной оболочки. Он появился как призрак в «Атаке клонов». Об этом говорит Йода в конце эпизода «Месть ситхов». Позже Йода и Оби-Ван обучались этой технике у духа Квай-Гона, благодаря чему также смогли взаимодействовать с миром живых. По книге «Звёздные войны. Эпизод 4: Новая надежда», Квай-Гон присматривал за Люком Скайуокером.

## Мнение критиков
Отмечается влияние на персонажа Легенды о короле Артуре. Например, Эванс Смит и Натан Браун отмечают параллели между Квай-Гоном и ранними этапами жизни Мерлина (они считают, что Мерлин в Звёздных войнах распался на трёх джедаев: Квай-Гона, Оби Ван Кеноби и Йоду).

## Влияние на культуру
Утверждается, что Квай-Гон Джинн является иллюстрацией влияния даосизма на Джорджа Лукаса.
Общеизвестность персонажа позволяет использовать его как иллюстрацию в описаниях процессов, не имеющих никакого отношения к фильму (например, циклических эффектов в двухэтапном голосовании). Грузовое судно типа «балкер» дедвейтом свыше 40 тысяч тонн носило имя Qui Gon Jinn с 1999 по 2004 годы.